# Río Kirpili
El río Kirpili (del ruso: Кирпили) es un río del krai de Krasnodar, en el sur de Rusia, perteneciente a la vertiente del mar Negro por el mar de Azov. El nombre del río proviene del idioma turco y significa ("paso", "puente").

## Curso
Nace en Yuzhni, 20 km al noroeste de Ust-Labinsk. Su curso discurre en un principio hacia el oeste pasando por las localidades de Vostóchnaya, Kirpilskaya, Razdolnaya, Verjni, Kazachi, Platnírovskaya, Levchenko, Nizhni, Sergíevskaya, Tyshchenko, Bolshevik, Medvédovskaya (donde recibe por la izquierda al río Kochety -a su vez formado por el Kochety Primero, Kochety Segundo y Kochety Tercero) y vira hacia el norte, N2 sovjoz Kubanets, Derbentski, Lyutij, Sadovi, Tantsura-Kramarenko, Mirni, Timashovsk (donde recibe por la derecha las aguas del Kirpiltsi), Oljovski, Kirpichni, Kalinina, Krupskoi, Dmítrova, Lenina, Kubanski, Krasni, Rogovskaya, Prichtovi, cambia el rumbo al oeste, Novodzhelerievskaya, Prigoródnoye, Redant, Mogukorovka, Stepnaya, y aquí se abre al mar de Azov a través de varios lagos y marismas por los limanes Riapski y Ajtarski y estos por el limán Kirpilski. En este conjunto de marisma y limanes se encuentran Novye Limanokirpili, Krasni, Starye Limanokirpili, Lotos, Novonekrasovski, Novopokrovski, Ogorodni, Prigibski y Sadki; y en ellos recibe al río Ponura.
Su curso está represado en varios puntos para formar estanques usados principalmente para la irrigación y la piscicultura.